# Emil Demmler

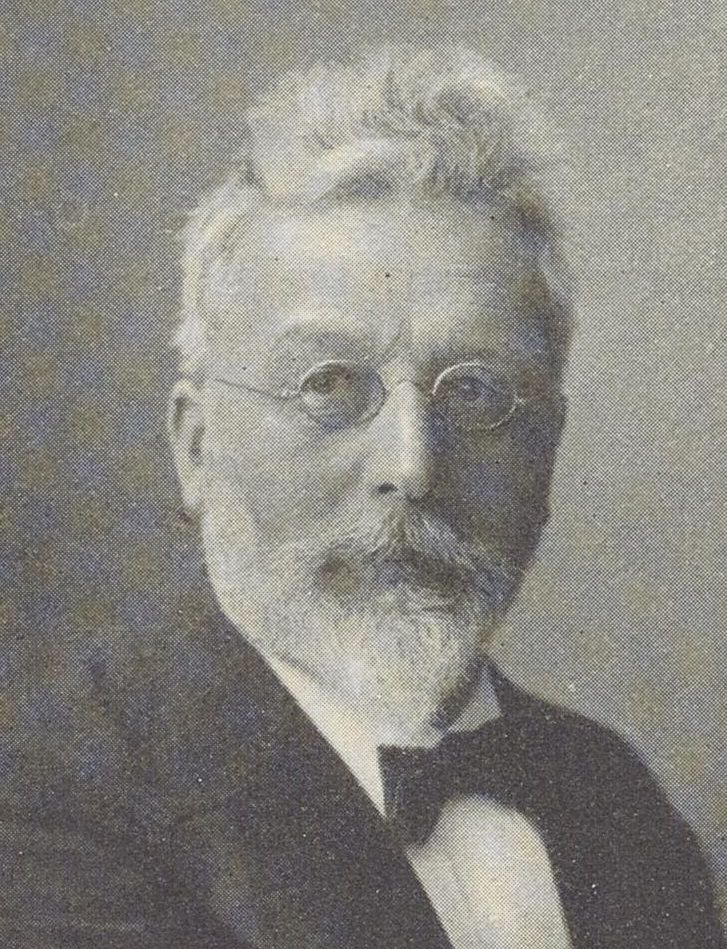
Emil Demmler, um 1913

Emil Demmler, seit 1902 Emil von Demmler, (* 18. August 1843 in Schäftersheim; † 16. Juni 1922 in Stuttgart) war ein deutscher evangelischer Geistlicher.

## Leben und Werk
Er studierte an der Universität Tübingen und am dortigen Evangelischen Stift. Während seiner Studienzeit wurde er Mitglied der Tübinger Königsgesellschaft Roigel. 1869 wurde er Pfarrverweser an der Laurentiuskirche in Hemmingen und war dort von 1870 bis 1877 Pfarrer. Anschließend war er bis 1892 Stadt- und Garnisonspfarrer in Heilbronn. 1892 bis 1901 war er Dekan des Kirchenbezirks Esslingen. 1901 bis 1911 war er Generalsuperintendent und Prälat in Ulm. Als solcher war er als Vertreter der evangelischen Landeskirche auch von 1901 bis 1906 bevorrechtigtes Mitglied der Zweiten Kammer der Württembergischen Landstände.
Sein Sohn war der Kunsthistoriker Theodor Demmler (1879–1944).

## Ehrungen, Nobilitierung
- 1902 Ehrenkreuz des Ordens der Württembergischen Krone, welches mit der Erhebung in den persönlichen Adel (Nobilitierung) verbunden war
- 1908 Komturkreuz II. Klasse des Friedrichsordens
- 1911 Komturkreuz des Ordens der Württembergischen Krone
- 1916 Wilhelmskreuz

## Veröffentlichungen
- Die mittelalterlichen Glasmalereien in Eßlingen. In: Christliches Kunstblatt. 42, 1900, S. 81–86, 88–89, 97–106, 123–128.